# Fabio Zavattaro
Fabio Zavattaro (Roma, 2 novembre 1952) è un giornalista italiano.

## Biografia
Nel 1979 ha iniziato a collaborare con il quotidiano Avvenire occupandosi inizialmente di cronaca e politica estera e quindi, dal 1983, dedicandosi all'informazione vaticana. È rimasto ad Avvenire fino al 1991, raggiungendo anche la nomina di vicecaporedattore della redazione romana del quotidiano. Poi è stato assunto in Rai, iniziando dalla radio, al GR2; è passato al Tg1 nel 1995, continuando ad occuparsi dell'informazione relativa alla Santa Sede. Quale inviato di Avvenire prima, e della Rai successivamente, ha seguito dal 1983 i viaggi del Papa, in Italia e all'estero, diventando uno dei vaticanisti italiani più accreditati.
È stato il giornalista italiano più a contatto con la Santa Sede durante il periodo dell'agonia e della morte di Papa Giovanni Paolo II, così come per il conclave successivo, che nel 2005 ha visto l'elezione al soglio di Pietro del Cardinale Joseph Ratzinger, che ha assunto il nome di Benedetto XVI.
Dal giugno 2018 è direttore scientifico della Scuola di giornalismo dell'Università LUMSA a Roma.
È autore e regista di documentari.

## Pubblicazioni
- I santi e Karol. Il nuovo volto della santità, Edizioni Ancora, 2004.
- Savino Pezzotta. I cattolici e la politica, Edizioni La Scuola, 2007.

## Documentari
- Karol Wojtyla - Un Papa nella storia
- Teresa di Calcutta, realizzato in occasione della beatificazione di Madre Teresa
- Benedictus XVI. Papa Joseph Ratzinger